# Vitrail de la Passion (Magoar)

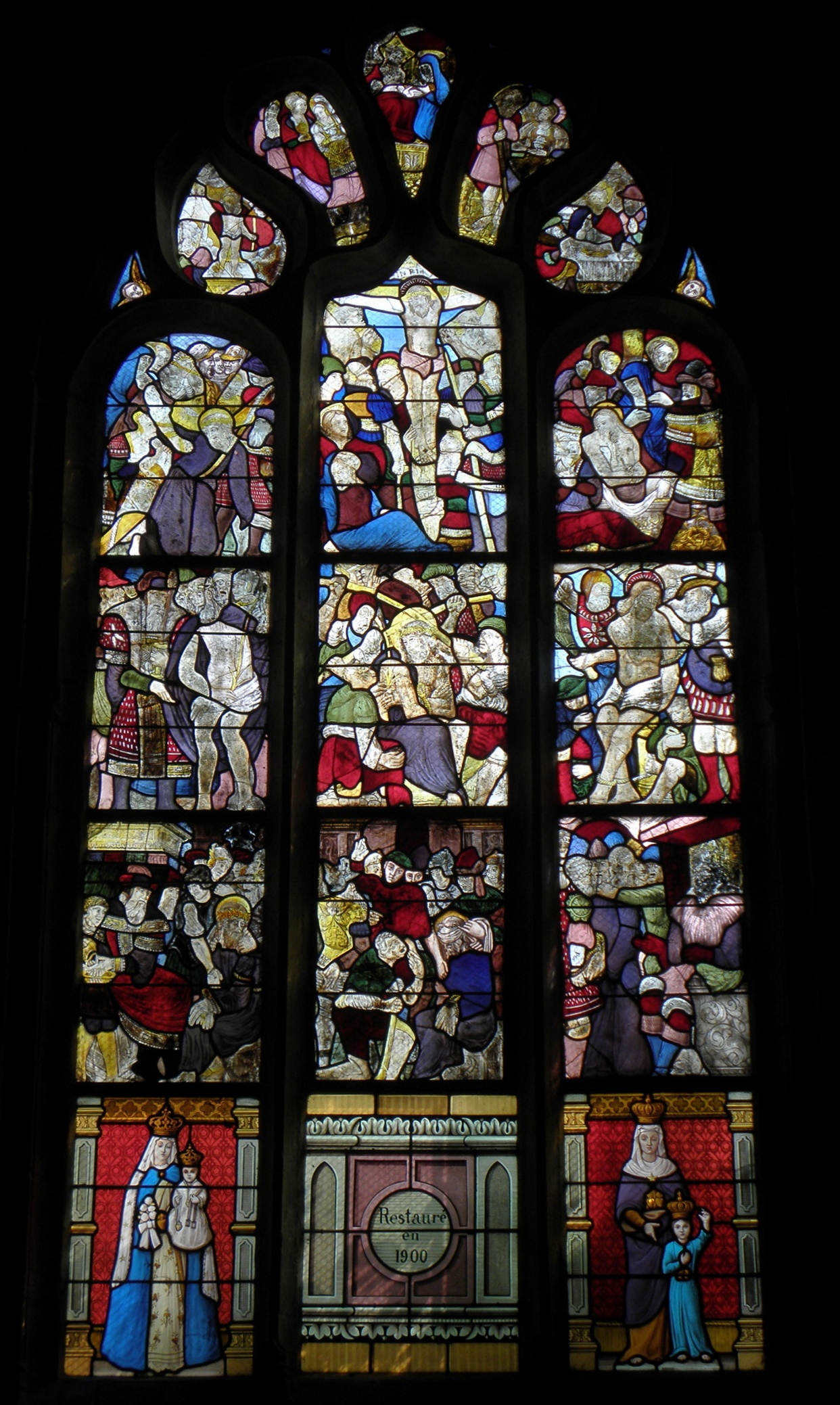
Vitrail de la Passion à Magoar

Le Vitrail de la Passion de l'église Saint-Gildas à Magoar, une commune du département des Côtes-d'Armor dans la région Bretagne en France, est un vitrail exécuté vers 1530-1540. Il a été classé monument historique au titre d'objet le 6 décembre 1984.
La maîtresse-vitre (baie 0) représente, en neuf tableaux, la Passion du Christ : le Christ devant Caïphe, le Christ souffleté, le Christ devant Ponce Pilate, la flagellation, le couronnement d'épines, Ecce homo, la montée au calvaire, la crucifixion et la descente de croix. Plusieurs personnes y figurent habillés à la mode du XVIe siècle.
Le vitrail a subi nombreuses interventions depuis sa mise en place. La dernière est confiée en 1993 à l'atelier Hubert de Sainte-Marie. Le vitrail a bénéficié d'une remise en plomb générale, de nombreuses pièces ont été collées et doublés, le doublage permettant dans bien des cas de compléter la peinture originale, très lacunaire.  

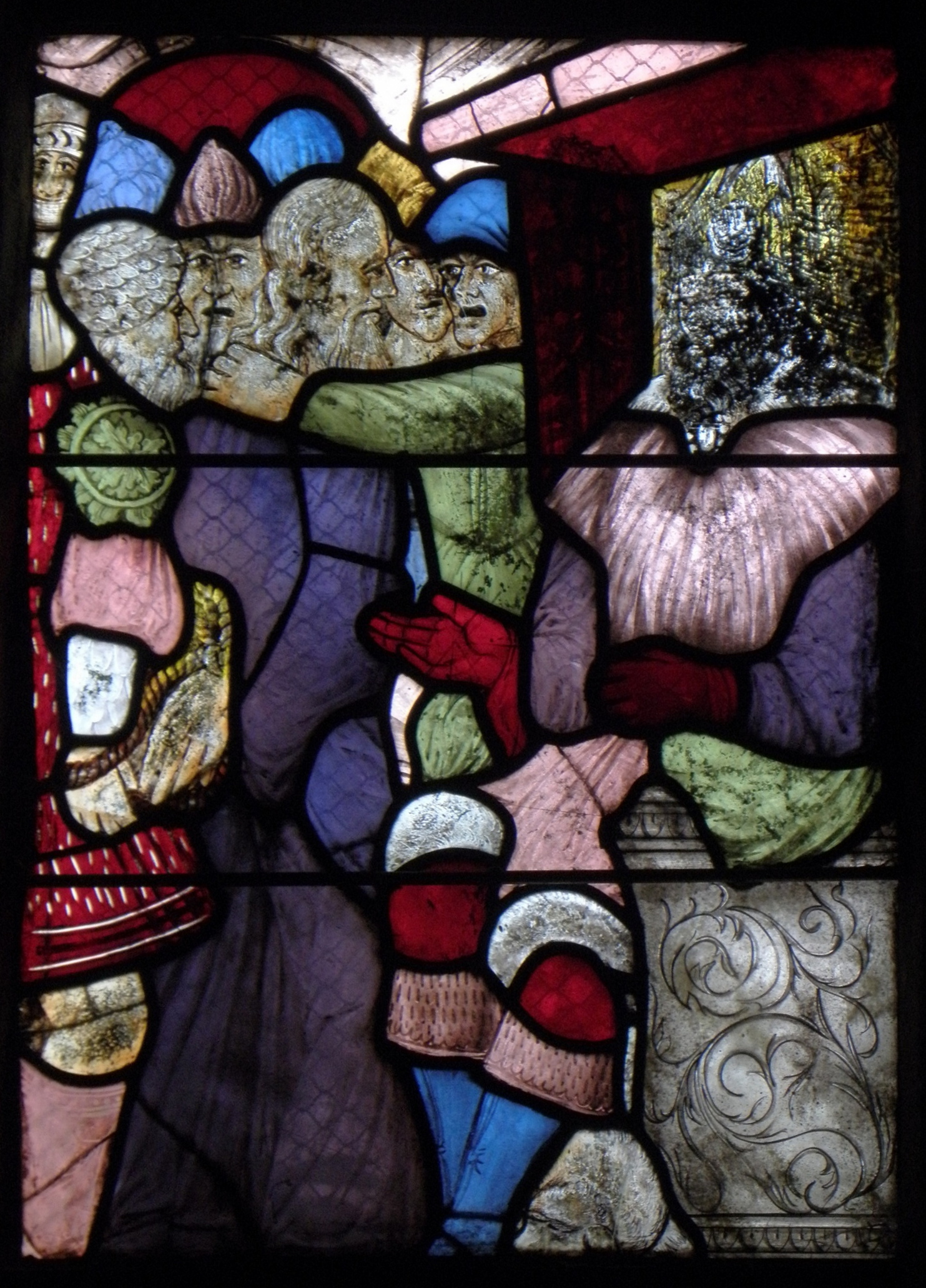
Le Christ devant Caïphe
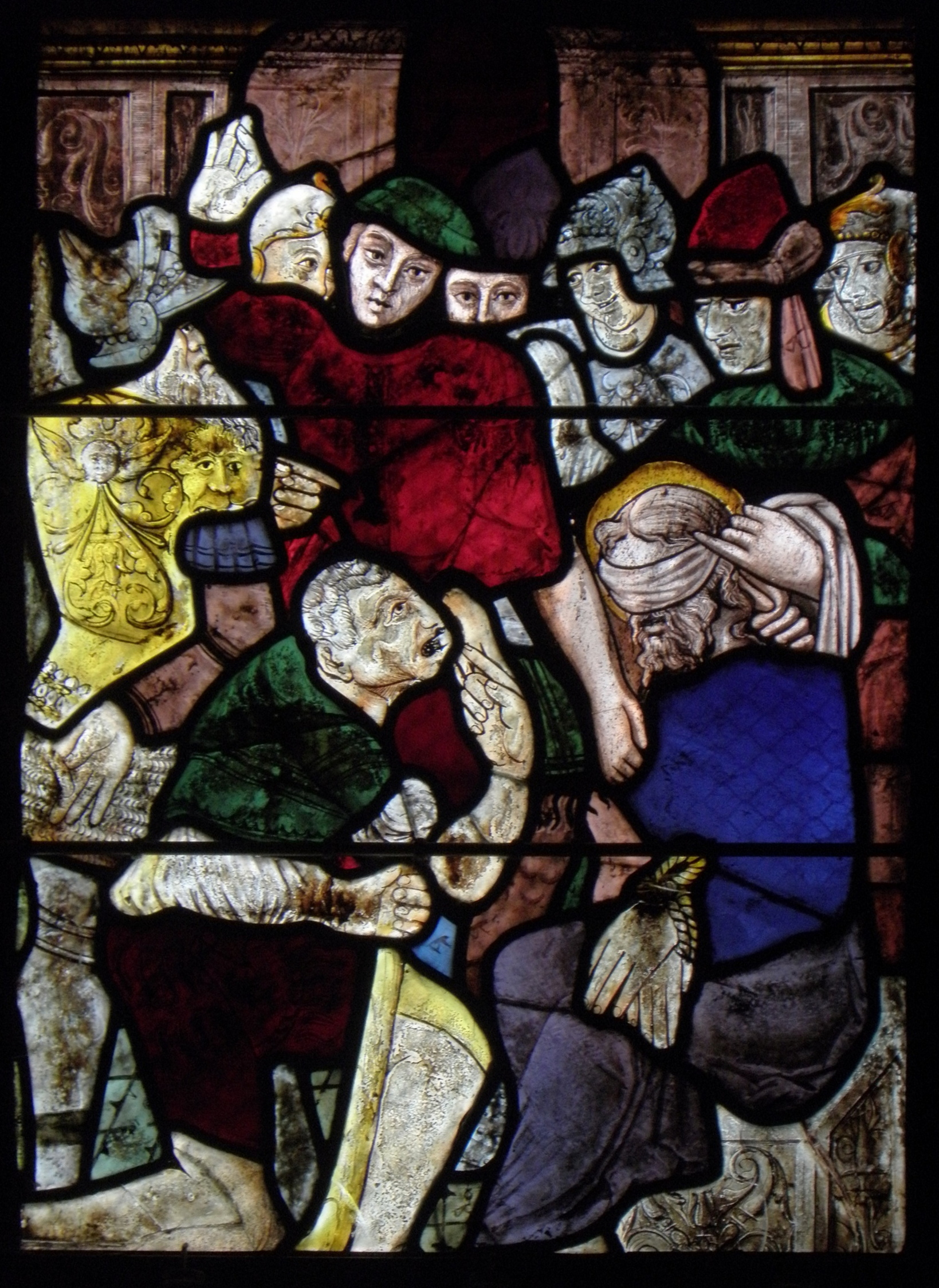
Le Christ souffleté
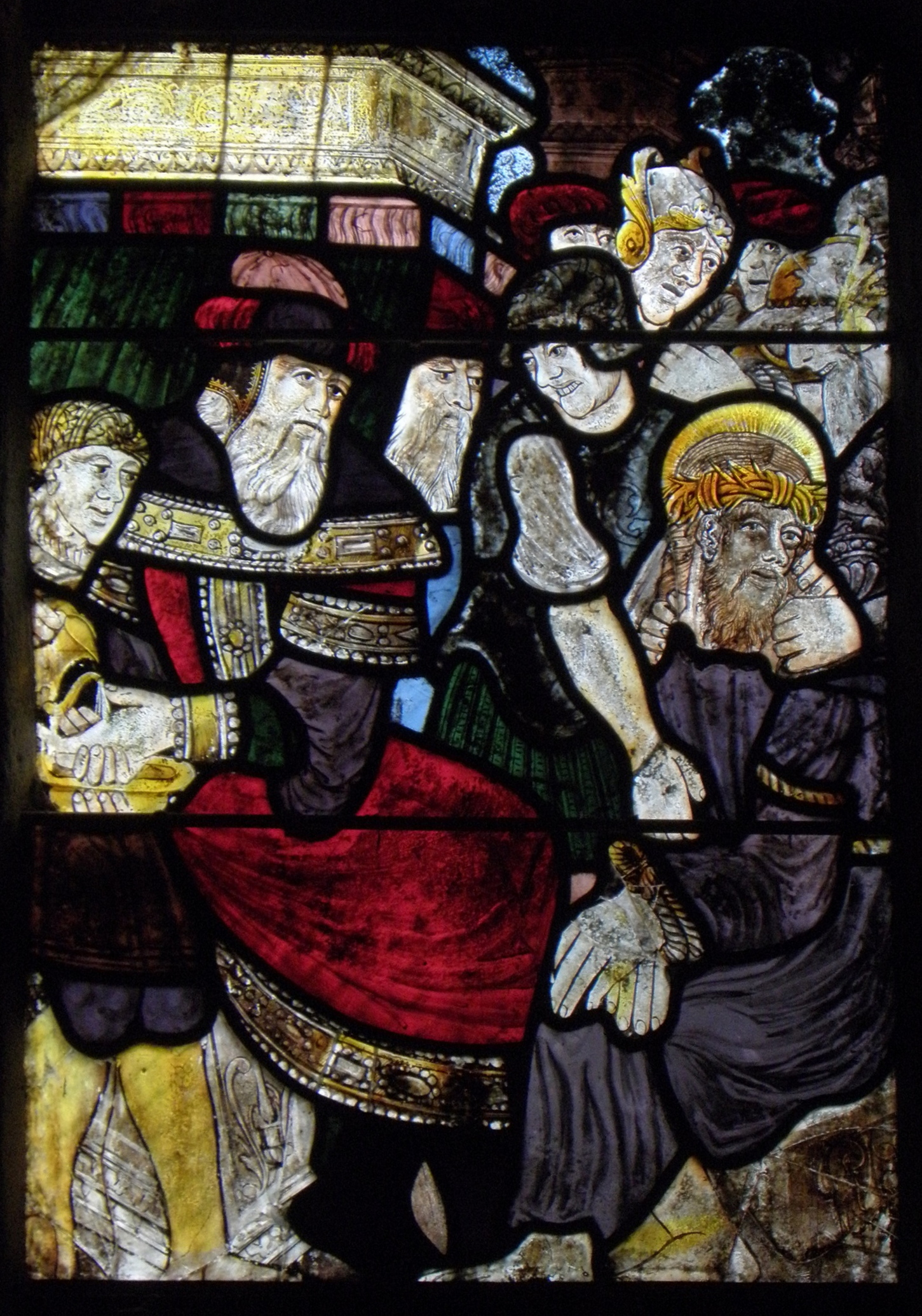
Le Christ devant Ponce Pilate

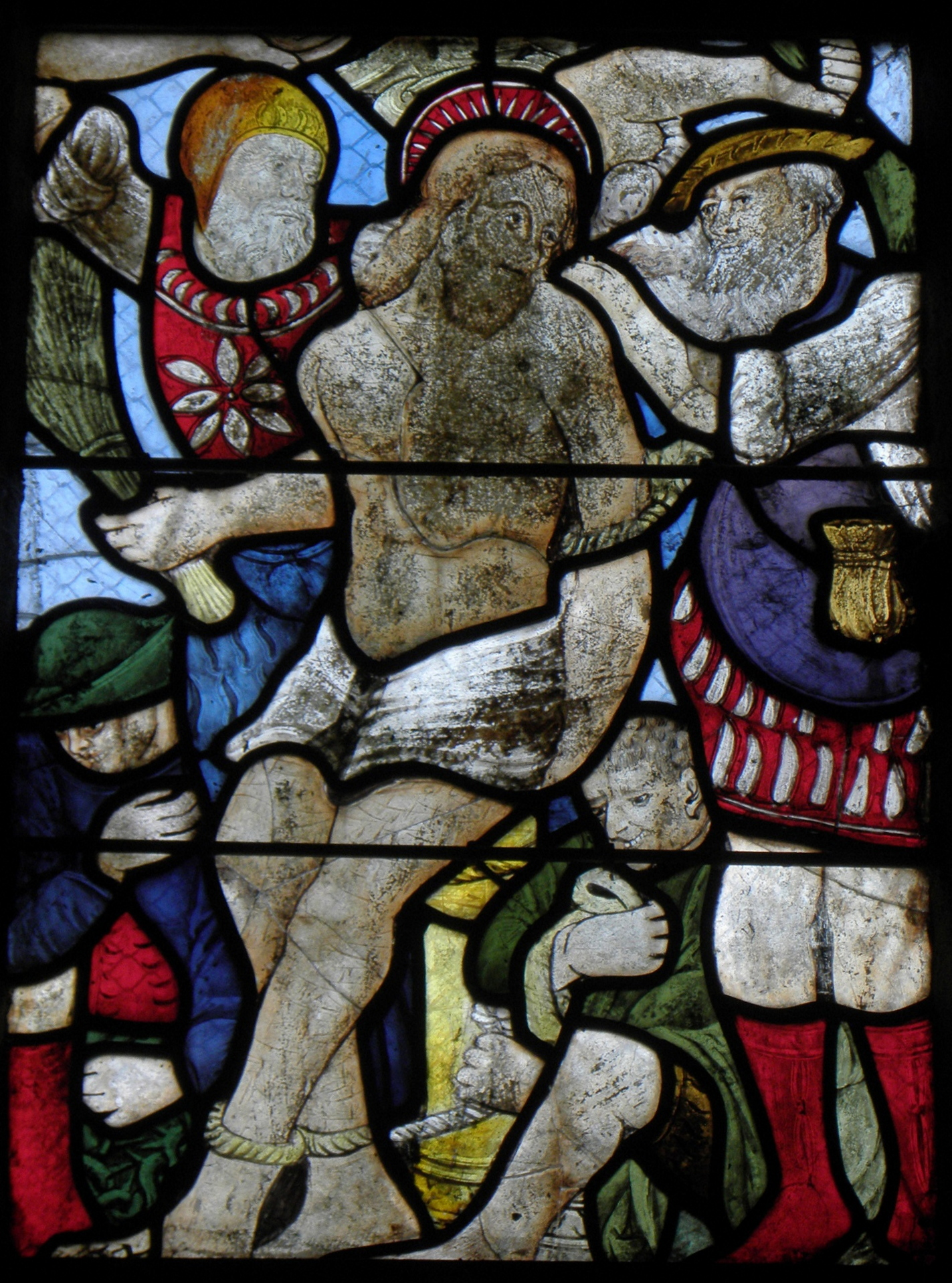
La flagellation
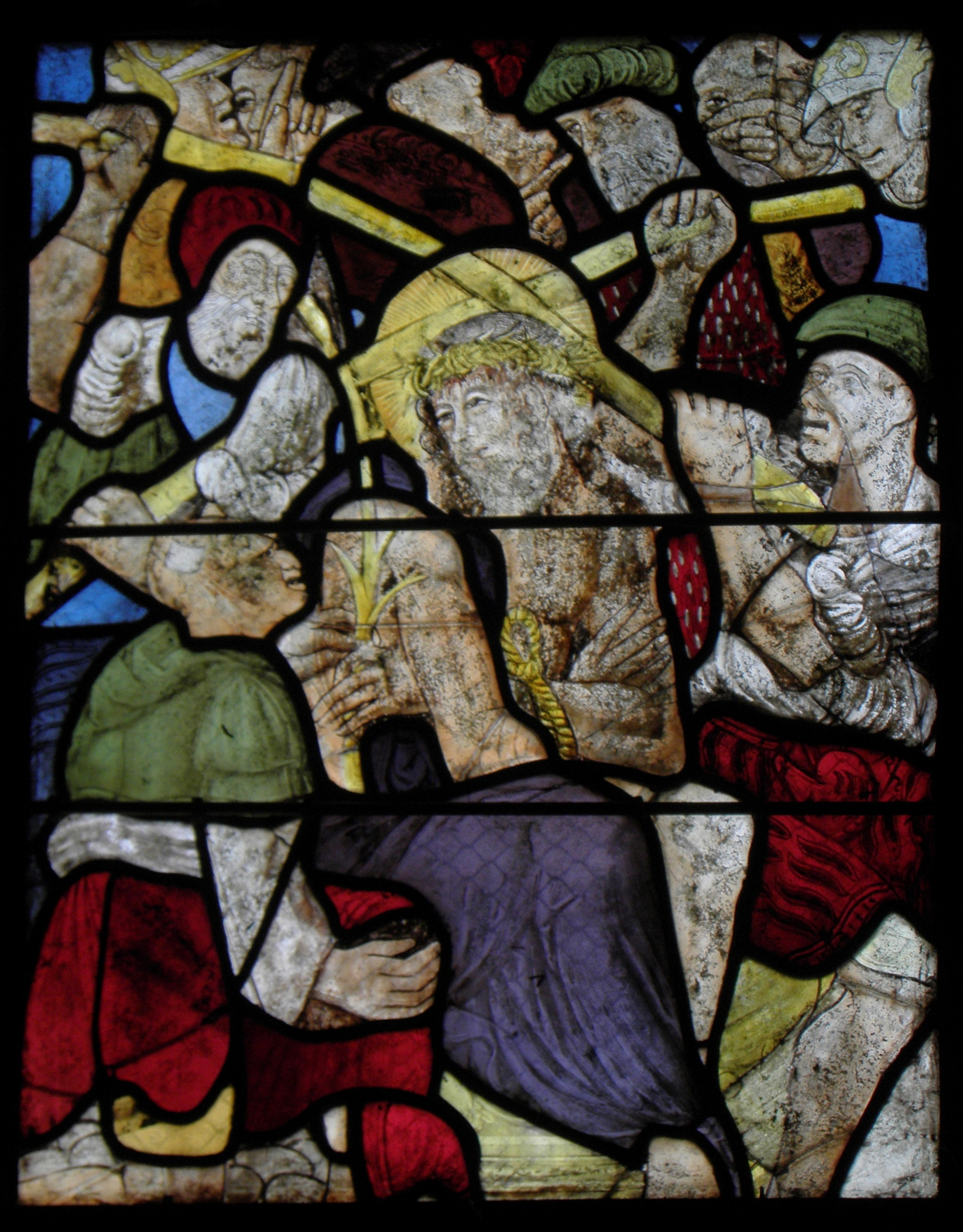
Le couronnement d'épines
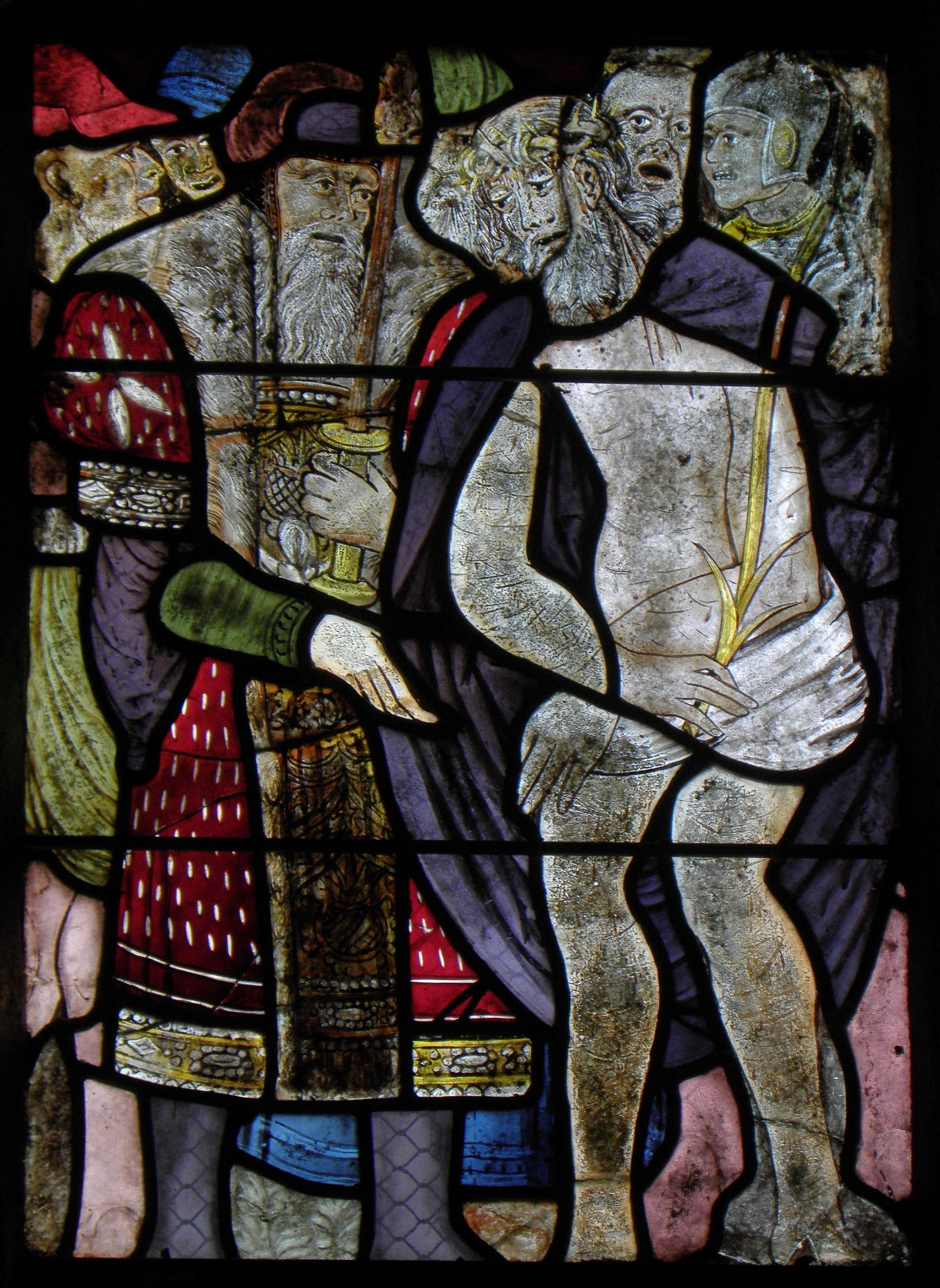
Ecce Homo

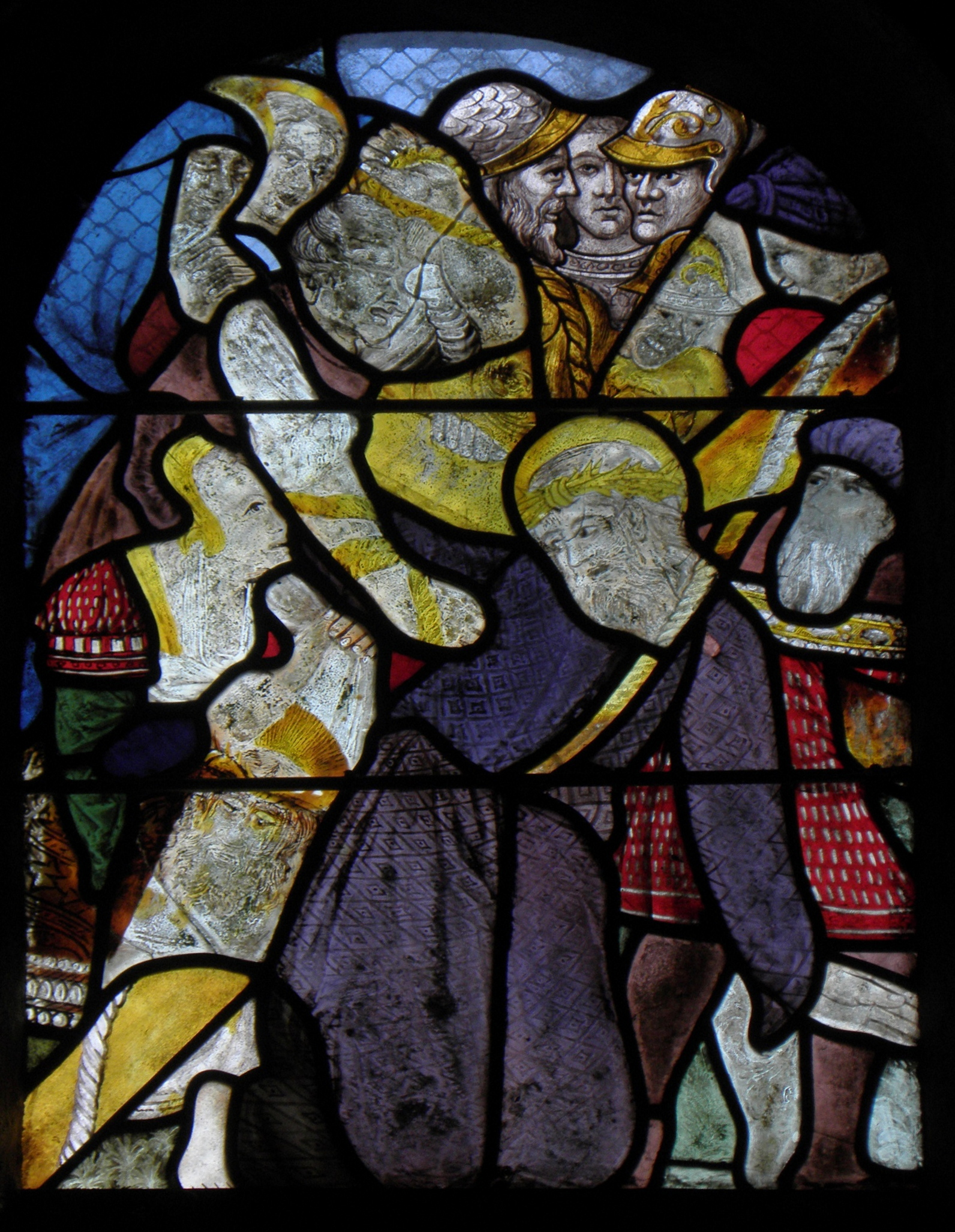
Le portement de Croix
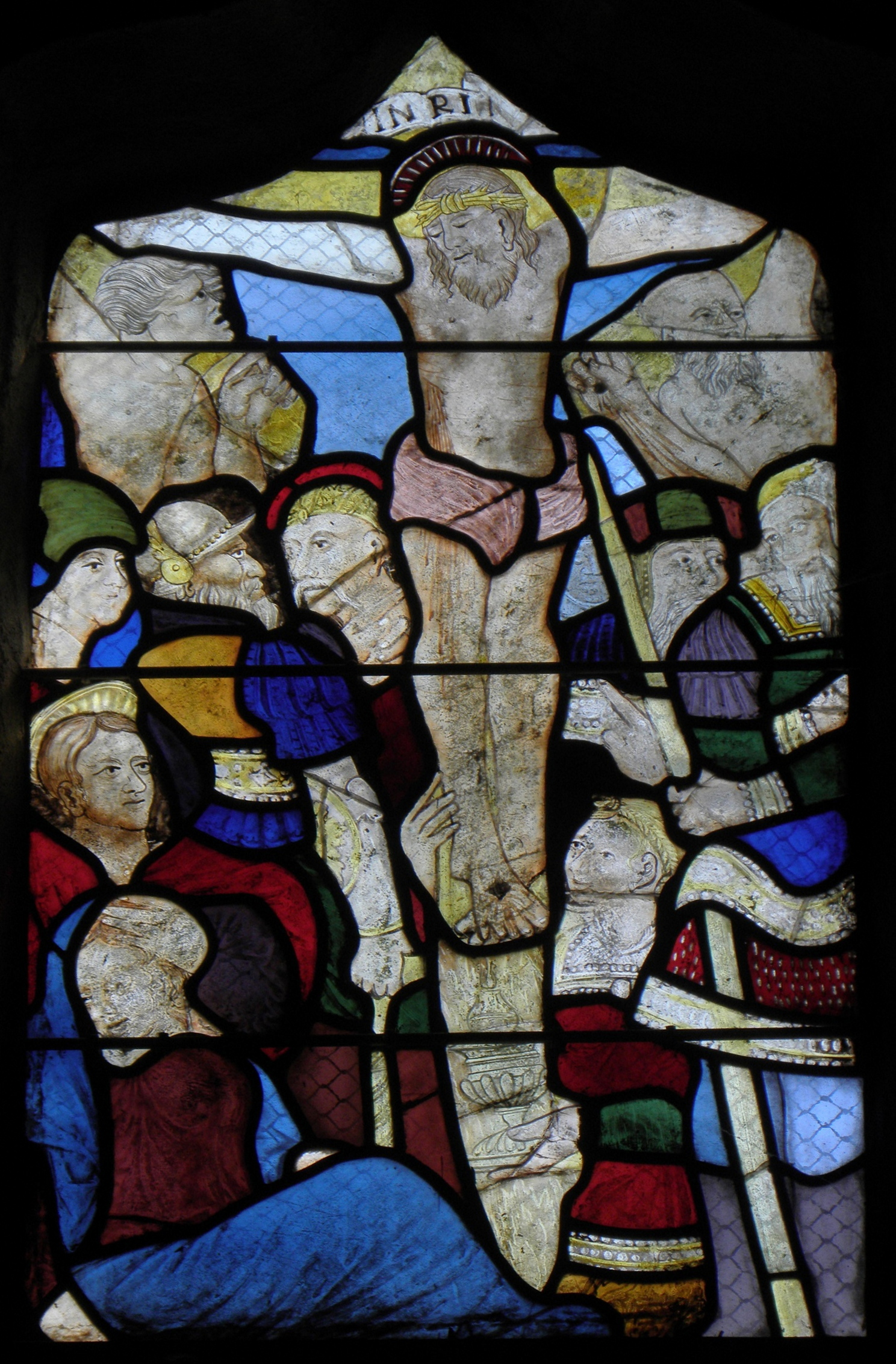
La crucifixion
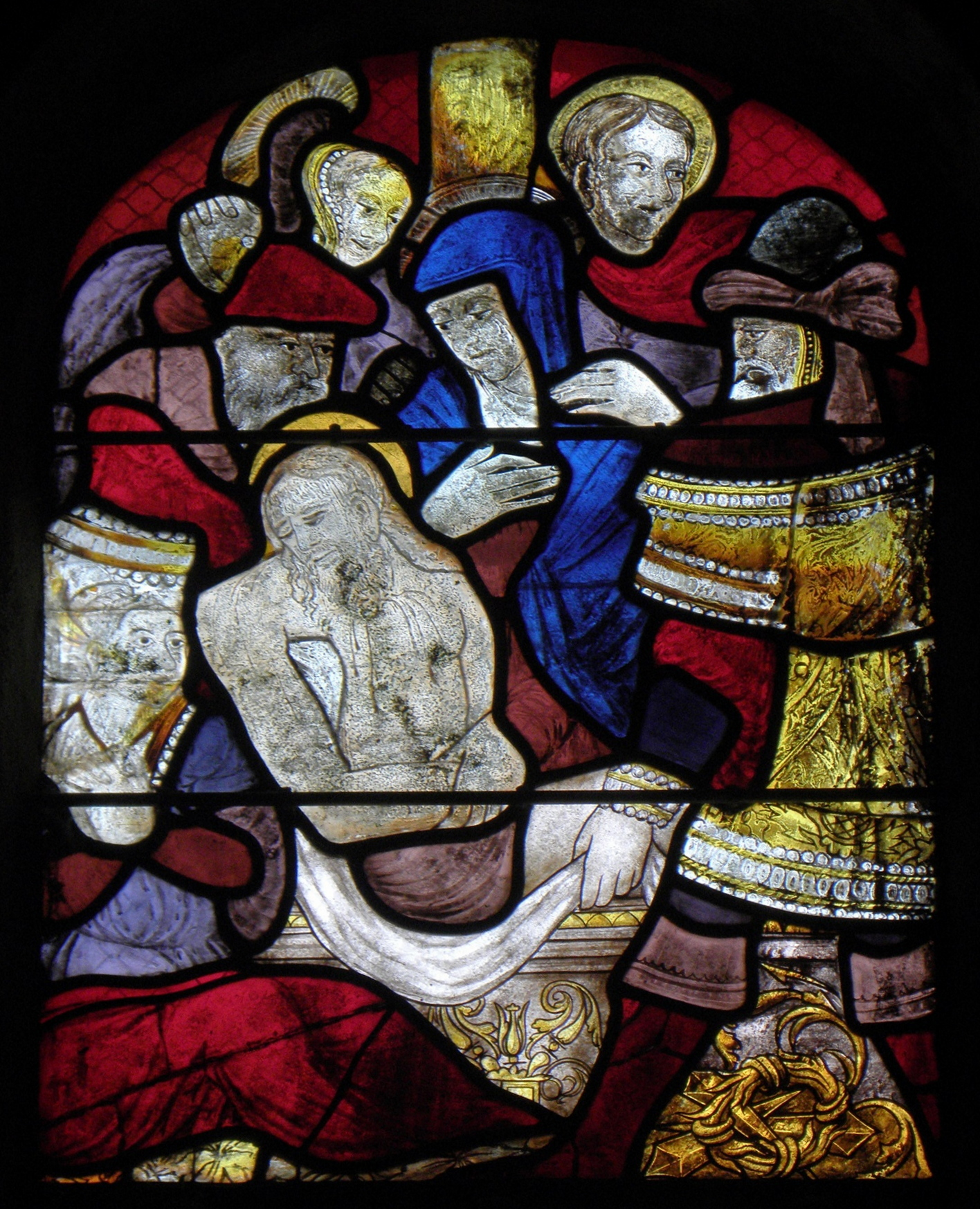
La descente de croix
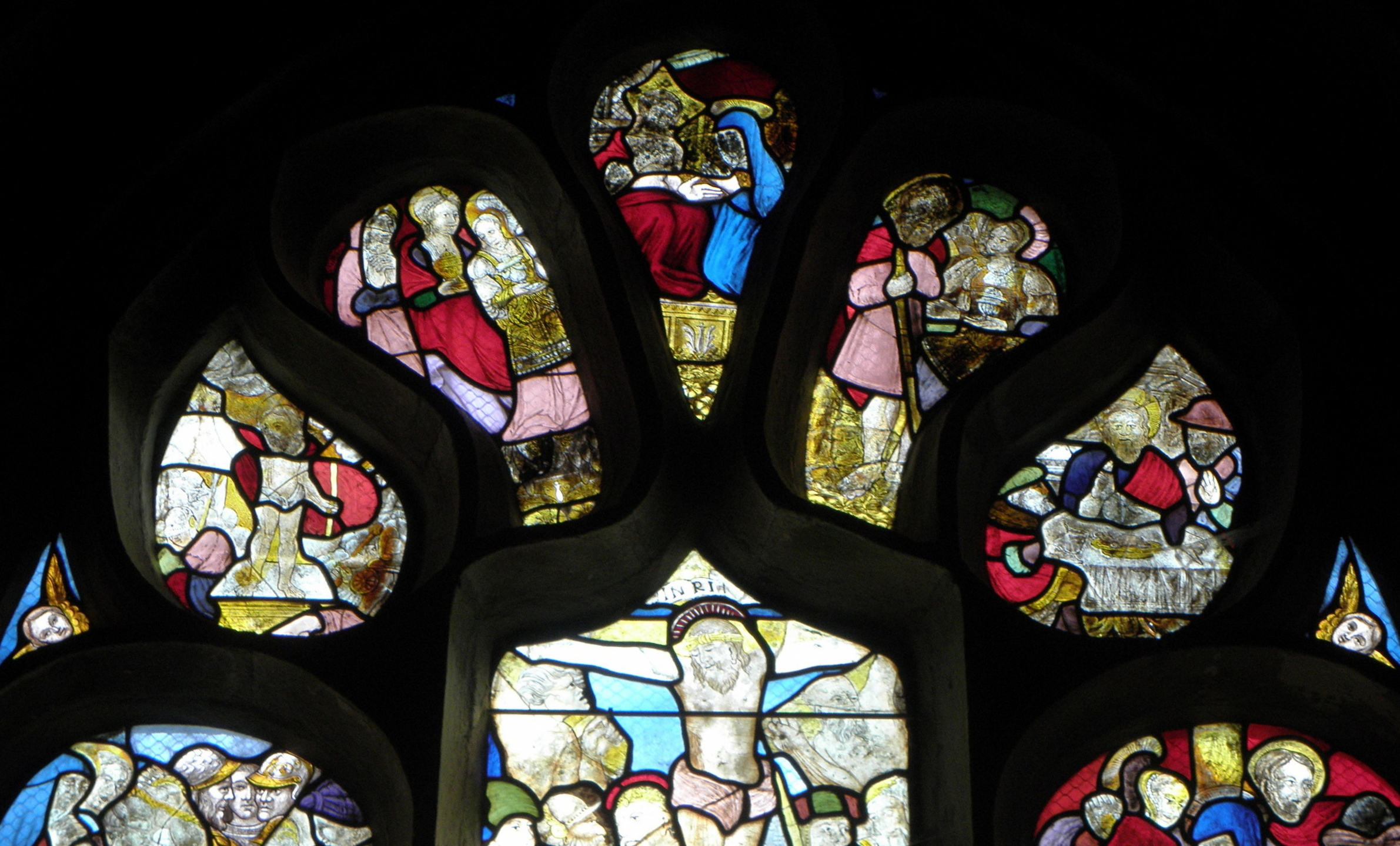
Tympan : Résurrection, saintes-femmes au tombeau, Christ bénissant sa mère, Noli me tangere, pèlerins d'Emmaüs.